# Interlands Fins voetbalelftal 1980-1989
Deze pagina toont een chronologisch en gedetailleerd overzicht van de interlands die het Fins voetbalelftal speelde in de periode 1980 – 1989.

## Interlands

### 1980
|                                                                            |         |                                     |        |                                                                                   |
| 22 mei Noords Kampioenschap 1978/80 № 365 «onderlinge duels» 18:30 (UTC+2) | Finland | 0 – 2                               | Zweden | Olympisch Stadion, Helsinki Toeschouwers: 10.189 Scheidsrechter: Ib Nielsen (DEN) |
| 22 mei Noords Kampioenschap 1978/80 № 365 «onderlinge duels» 18:30 (UTC+2) |         | 6' Mats Nordgren 31' Thomas Sjöberg |        | Olympisch Stadion, Helsinki Toeschouwers: 10.189 Scheidsrechter: Ib Nielsen (DEN) |

|                                                                    |         |                                           |           |                                                                                      |
| 4 juni WK 1982 kwalificatie № 366 «onderlinge duels» 19:00 (UTC+2) | Finland | 0 – 2                                     | Bulgarije | Olympisch Stadion, Helsinki Toeschouwers: 7.805 Scheidsrechter: Brian McGinlay (SCO) |
| 4 juni WK 1982 kwalificatie № 366 «onderlinge duels» 19:00 (UTC+2) |         | 28' Plamen Markov 81' Kostadin Kostadinov |           | Olympisch Stadion, Helsinki Toeschouwers: 7.805 Scheidsrechter: Brian McGinlay (SCO) |

|                                                                |                     |       |                 |                                                                                             |
| 25 juni Vriendschappelijk № 367 «onderlinge duels» 20:00 (UTC) | IJsland             | 1 – 1 | Finland         | Laugardalsvöllur, Reykjavik Toeschouwers: 6.625 Scheidsrechter: Henning Lund Sørensen (DEN) |
| 25 juni Vriendschappelijk № 367 «onderlinge duels» 20:00 (UTC) | Pétur Pétursson 84' |       | ??' Ari Tissari | Laugardalsvöllur, Reykjavik Toeschouwers: 6.625 Scheidsrechter: Henning Lund Sørensen (DEN) |

| Olympische Spelen 1980 |
| ---------------------- |

|                                                                                      |                                          |       |         |                                                                                    |
| 21 juli Olympische Spelen 1980 Groepsfase № 368 «onderlinge duels» 19:00 uur (UTC+3) | Joegoslavië                              | 2 – 0 | Finland | Dinamostadion, Minsk Toeschouwers: 5.000 Scheidsrechter: Mario Rubio Vázquez (MEX) |
| 21 juli Olympische Spelen 1980 Groepsfase № 368 «onderlinge duels» 19:00 uur (UTC+3) | Dževad Šećerbegović 56' Miloš Šestić 58' |       |         | Dinamostadion, Minsk Toeschouwers: 5.000 Scheidsrechter: Mario Rubio Vázquez (MEX) |

|                                                                                      |      |       |         |                                                                                    |
| 23 juli Olympische Spelen 1980 Groepsfase № 369 «onderlinge duels» 19:00 uur (UTC+3) | Irak | 0 – 0 | Finland | Republican Stadium, Kiev Toeschouwers: 40.000 Scheidsrechter: Ramón Calderón (CUB) |
| 23 juli Olympische Spelen 1980 Groepsfase № 369 «onderlinge duels» 19:00 uur (UTC+3) |      |       |         | Republican Stadium, Kiev Toeschouwers: 40.000 Scheidsrechter: Ramón Calderón (CUB) |

|                                                                                      |            |                                                 |         |                                                                                              |
| 25 juli Olympische Spelen 1980 Groepsfase № 370 «onderlinge duels» 19:00 uur (UTC+3) | Costa Rica | 0 – 3                                           | Finland | Republican Stadium, Kiev Toeschouwers: 50.000 Scheidsrechter: Ali Al Bannai Abdulwahab (KUW) |
| 25 juli Olympische Spelen 1980 Groepsfase № 370 «onderlinge duels» 19:00 uur (UTC+3) |            | 18' Ari Tissari 58' Jouko Alila 88' Jouko Soini |         | Republican Stadium, Kiev Toeschouwers: 50.000 Scheidsrechter: Ali Al Bannai Abdulwahab (KUW) |

|  |  |  |  |  |  |  |  |  |

|                                                                                     | |       |                    |                                                                                  |
| 21 augustus Noords Kampioenschap 1978/80 № 371 «onderlinge duels» 19:00 uur (UTC+2) | Noorwegen                                                                                                | 6 – 1 | Finland            | Ullevaalstadion, Oslo Toeschouwers: 10.640 Scheidsrechter: Kjell Johansson (SWE) |
| 21 augustus Noords Kampioenschap 1978/80 № 371 «onderlinge duels» 19:00 uur (UTC+2) | Pål Jacobsen 30' Pål Jacobsen 39' Arne Dokken 50' (pen.) Einar Aas 61' Pål Jacobsen 73' Pål Jacobsen 83' |       | 43' Juhani Himanka | Ullevaalstadion, Oslo Toeschouwers: 10.640 Scheidsrechter: Kjell Johansson (SWE) |

|                                                           |                                  |       |         |                                                                                           |
| 3 september WK 1982 kwalificatie № 372 «onderlinge duels» | Albanië                          | 2 – 0 | Finland | Qemal Stafastadion, Tirana Toeschouwers: 8.099 Scheidsrechter: Emmanuel Platopoulos (GRE) |
| 3 september WK 1982 kwalificatie № 372 «onderlinge duels» | Sefedin Braho 2' Millan Baçi 18' |       |         | Qemal Stafastadion, Tirana Toeschouwers: 8.099 Scheidsrechter: Emmanuel Platopoulos (GRE) |

|                                                                              |         |                              |            |                                                                                    |
| 24 september WK 1982 kwalificatie № 373 «onderlinge duels» 18:30 uur (UTC+2) | Finland | 0 – 2                        | Oostenrijk | Olympisch Stadion, Helsinki Toeschouwers: 8.099 Scheidsrechter: Clive Thomas (WAL) |
| 24 september WK 1982 kwalificatie № 373 «onderlinge duels» 18:30 uur (UTC+2) |         | 28' Kurt Jara 81' Kurt Welzl |            | Olympisch Stadion, Helsinki Toeschouwers: 8.099 Scheidsrechter: Clive Thomas (WAL) |

|                                                        |                                                             |       |         |                                                                                           |
| 30 november Vriendschappelijk № 374 «onderlinge duels» | Bolivia                                                     | 3 – 0 | Finland | Estadio Hernando Siles, La Paz Toeschouwers: 20.000 Scheidsrechter: Jorge Antequera (BOL) |
| 30 november Vriendschappelijk № 374 «onderlinge duels» | Miguel Aguilar 14' Miguel Aguilar 19' Windsor Del Llano 62' |       |         | Estadio Hernando Siles, La Paz Toeschouwers: 20.000 Scheidsrechter: Jorge Antequera (BOL) |

|                                                       |                                       |       |                                     | |
| 4 december Vriendschappelijk № 375 «onderlinge duels» | Bolivia                               | 2 – 2 | Finland                             | Estadio Ramón Tahuichi Aguilera, Santa Cruz de la Sierra Toeschouwers: 20.000 Scheidsrechter: Luis Barrancos (BOL) |
| 4 december Vriendschappelijk № 375 «onderlinge duels» | Miguel Aguilar ??' David Paniagua ??' |       | ??' Ari Valvee ??' Pasi Jaakonsaari | Estadio Ramón Tahuichi Aguilera, Santa Cruz de la Sierra Toeschouwers: 20.000 Scheidsrechter: Luis Barrancos (BOL) |

|                                                       | |       |         |                                                                                               |
| 8 december Vriendschappelijk № 376 «onderlinge duels» | Uruguay | 6 – 0 | Finland | Estadio Centenario, Montevideo Toeschouwers: 10.000 Scheidsrechter: José Martínez Bazán (URU) |
| 8 december Vriendschappelijk № 376 «onderlinge duels» | Ariel Krasouski 56' Julio César Morales 63' Julio César Morales 64' Ernesto Vargas 75' Jorge Siviero 83' Miguel Falero 86' |       |         | Estadio Centenario, Montevideo Toeschouwers: 10.000 Scheidsrechter: José Martínez Bazán (URU) |

### 1981
|                                                                   |                                       |       |                      |                                                                                |
| 1 maart Vriendschappelijk Lahti Cup 1981 № 377 «onderlinge duels» | Finland                               | 2 – 1 | Zweden               | Lahden Suurhalli, Lahti Toeschouwers: 1.500 Scheidsrechter: Mauri Laakso (FIN) |
| 1 maart Vriendschappelijk Lahti Cup 1981 № 377 «onderlinge duels» | Hannu Rajaniemi 5' Jukka Ikäläinen 6' |       | 21' Torbjörn Nilsson | Lahden Suurhalli, Lahti Toeschouwers: 1.500 Scheidsrechter: Mauri Laakso (FIN) |

|                                                                        |                                                                                    |       |         |                                                                                                  |
| 13 mei WK 1982 kwalificatie № 378 «onderlinge duels» 18:00 uur (UTC+3) | Bulgarije                                                                          | 4 – 0 | Finland | Vasil Levski Nationaal Stadion, Sofia Toeschouwers: 12.000 Scheidsrechter: Edvard Sostaric (YUG) |
| 13 mei WK 1982 kwalificatie № 378 «onderlinge duels» 18:00 uur (UTC+3) | Georgi Slavkov 10' Georgi Slavkov 53' Kostadin Kostadinov 55' Tchavdar Zvetkov 90' |       |         | Vasil Levski Nationaal Stadion, Sofia Toeschouwers: 12.000 Scheidsrechter: Edvard Sostaric (YUG) |

|                                                                        |         |                                                                              |                |                                                                                      |
| 24 mei WK 1982 kwalificatie № 379 «onderlinge duels» 15:00 uur (UTC+3) | Finland | 0 – 4                                                                        | West-Duitsland | Keskusurheilukenttä, Lahti Toeschouwers: 10.030 Scheidsrechter: John Carpenter (IRL) |
| 24 mei WK 1982 kwalificatie № 379 «onderlinge duels» 15:00 uur (UTC+3) |         | 26' Hans-Peter Briegel 37' Klaus Fischer 40' Manfred Kaltz 80' Klaus Fischer |                | Keskusurheilukenttä, Lahti Toeschouwers: 10.030 Scheidsrechter: John Carpenter (IRL) |

|                                                                         |                                                                                            |       |                |                                                                               |
| 17 juni WK 1982 kwalificatie № 380 «onderlinge duels» 19:00 uur (UTC+2) | Oostenrijk                                                                                 | 5 – 1 | Finland        | Linzer Stadion, Linz Toeschouwers: 27.500 Scheidsrechter: Alojzy Jarguz (POL) |
| 17 juni WK 1982 kwalificatie № 380 «onderlinge duels» 19:00 uur (UTC+2) | Herbert Prohaska 16' Herbert Prohaska 18' Hans Krankl 49' Kurt Welzl 56' Gernot Jurtin 65' |       | 71' Ari Valvee | Linzer Stadion, Linz Toeschouwers: 27.500 Scheidsrechter: Alojzy Jarguz (POL) |

|                                                                                |                                                       |       |                    |                                                                                      |
| 2 juli Noords Kampioenschap 1981/83 № 381 «onderlinge duels» 19:00 uur (UTC+2) | Finland                                               | 3 – 1 | Noorwegen          | Olympisch Stadion, Helsinki Toeschouwers: 9.941 Scheidsrechter: Peer Frickmann (DEN) |
| 2 juli Noords Kampioenschap 1981/83 № 381 «onderlinge duels» 19:00 uur (UTC+2) | Keijo Kousa 31' Hannu Rajaniemi 60' Hannu Turunen 61' |       | 47' Vidar Davidsen | Olympisch Stadion, Helsinki Toeschouwers: 9.941 Scheidsrechter: Peer Frickmann (DEN) |

|                                                               |                           |       |         |                                                                              |
| 29 juli Noords Kampioenschap 1981/83 № 382 «onderlinge duels» | Zweden                    | 1 – 0 | Finland | Örjans vall, Halmstad Toeschouwers: 9.595 Scheidsrechter: Ole Amundsen (DEN) |
| 29 juli Noords Kampioenschap 1981/83 № 382 «onderlinge duels» | Karl-Gunnar Bjørklund 16' |       |         | Örjans vall, Halmstad Toeschouwers: 9.595 Scheidsrechter: Ole Amundsen (DEN) |

|                                                                                     |                |       |                                         |                                                                                |
| 12 augustus Noords Kampioenschap 1981/83 № 383 «onderlinge duels» 18:30 uur (UTC+3) | Finland        | 1 – 2 | Denemarken                              | Ratina Stadion, Tampere Toeschouwers: 4.300 Scheidsrechter: Ulf Eriksson (SWE) |
| 12 augustus Noords Kampioenschap 1981/83 № 383 «onderlinge duels» 18:30 uur (UTC+3) | Ari Valvee 17' |       | 27' John Lauridsen 84' Henrik Eigenbrod | Ratina Stadion, Tampere Toeschouwers: 4.300 Scheidsrechter: Ulf Eriksson (SWE) |

|                                                                             |                                   |       |                           |                                                                                  |
| 2 september WK 1982 kwalificatie № 384 «onderlinge duels» 18:00 uur (UTC+2) | Finland                           | 2 – 1 | Albanië                   | Kotkan Urheilukeskus, Kotka Toeschouwers: 6.830 Scheidsrechter: Ib Nielsen (DEN) |
| 2 september WK 1982 kwalificatie № 384 «onderlinge duels» 18:00 uur (UTC+2) | Leo Houtsonen 61' Keijo Kousa 85' |       | 47' (pen.) Muhedin Targaj | Kotkan Urheilukeskus, Kotka Toeschouwers: 6.830 Scheidsrechter: Ib Nielsen (DEN) |

|                                                                              | |       |                   |                                                                               |
| 23 september WK 1982 kwalificatie № 385 «onderlinge duels» 20:15 uur (UTC+2) | West-Duitsland | 7 – 1 | Finland           | Ruhrstadion, Bochum Toeschouwers: 46.000 Scheidsrechter: Norbert Rolles (LUX) |
| 23 september WK 1982 kwalificatie № 385 «onderlinge duels» 20:15 uur (UTC+2) | Klaus Fischer 11' Karl-Heinz Rummenigge 42' Paul Breitner 54' Karl-Heinz Rummenigge 60' Paul Breitner 67' Karl-Heinz Rummenigge 72' Wolfgang Dremmler 83' |       | 41' Hannu Turunen | Ruhrstadion, Bochum Toeschouwers: 46.000 Scheidsrechter: Norbert Rolles (LUX) |

### 1982
|                                                        |                                           |       |                                                      |                                                                                     |
| 20 februari Vriendschappelijk № 386 «onderlinge duels» | Finland                                   | 2 – 2 | Zweden                                               | Lahden Suurhalli, Lahti Toeschouwers: 1.000 Scheidsrechter: Reidar Bjørnestad (NOR) |
| 20 februari Vriendschappelijk № 386 «onderlinge duels» | Pasi Jaakonsaari ??' Pasi Jaakonsaari ??' |       | 9' (pen.) Thomas Ahlström 43' (pen.) Thomas Ahlström | Lahden Suurhalli, Lahti Toeschouwers: 1.000 Scheidsrechter: Reidar Bjørnestad (NOR) |

|                                                        |                                          |       |                           |                                                                                     |
| 21 februari Vriendschappelijk № 387 «onderlinge duels» | Finland                                  | 2 – 1 | Zweden                    | Lahden Suurhalli, Lahti Toeschouwers: 1.500 Scheidsrechter: Reidar Bjørnestad (NOR) |
| 21 februari Vriendschappelijk № 387 «onderlinge duels» | Pasi Jaakonsaari ??' Jukka Ikäläinen ??' |       | 69' (pen.) Sven Dahlqvist | Lahden Suurhalli, Lahti Toeschouwers: 1.500 Scheidsrechter: Reidar Bjørnestad (NOR) |

|                                                                |                      |       |                    |                                                                                       |
| 28 april Noords Kampioenschap 1981/83 № 388 «onderlinge duels» | Noorwegen            | 1 – 1 | Finland            | Stavanger Stadion, Stavanger Toeschouwers: 5.700 Scheidsrechter: Peer Frickmann (DEN) |
| 28 april Noords Kampioenschap 1981/83 № 388 «onderlinge duels» | Hallvar Thoresen 76' |       | 16' Jyrki Nieminen | Stavanger Stadion, Stavanger Toeschouwers: 5.700 Scheidsrechter: Peer Frickmann (DEN) |

|                                                                     |                         |       |                                                                     |                                                                                         |
| 3 juni Vriendschappelijk № 389 «onderlinge duels» 19:00 uur (UTC+3) | Finland                 | 1 – 4 | Engeland                                                            | Olympisch Stadion, Helsinki Toeschouwers: 21.521 Scheidsrechter: Romualdas Yushka (URS) |
| 3 juni Vriendschappelijk № 389 «onderlinge duels» 19:00 uur (UTC+3) | Kai Haaskivi 83' (pen.) |       | 14' Paul Mariner 27' Bryan Robson 58' Bryan Robson 61' Paul Mariner | Olympisch Stadion, Helsinki Toeschouwers: 21.521 Scheidsrechter: Romualdas Yushka (URS) |

|                                                                      |                                                    |       |                                                 |                                                                                |
| 11 juli Vriendschappelijk № 390 «onderlinge duels» 18:30 uur (UTC+3) | Finland                                            | 3 – 2 | IJsland                                         | Olympisch Stadion, Helsinki Toeschouwers: 7.491 Scheidsrechter: Bo Helén (SWE) |
| 11 juli Vriendschappelijk № 390 «onderlinge duels» 18:30 uur (UTC+3) | Keijo Kousa ??' Atik Ismail ??' Juhani Himanka ??' |       | 55' (pen.) Martein Geirsson 70' Atli Edvaldsson | Olympisch Stadion, Helsinki Toeschouwers: 7.491 Scheidsrechter: Bo Helén (SWE) |

|                                                                                     |                                                |       |                                 |                                                                           |
| 11 augustus Noords Kampioenschap 1981/83 № 391 «onderlinge duels» 19:00 uur (UTC+2) | Denemarken                                     | 3 – 2 | Finland                         | Parken, Kopenhagen Toeschouwers: 5.700 Scheidsrechter: Ulf Eriksson (SWE) |
| 11 augustus Noords Kampioenschap 1981/83 № 391 «onderlinge duels» 19:00 uur (UTC+2) | Lars Bastrup 4' Søren Lerby 66' Søren Busk 72' |       | 8' Ari Valvee 37' Hannu Turunen | Parken, Kopenhagen Toeschouwers: 5.700 Scheidsrechter: Ulf Eriksson (SWE) |

|                                                                             |                                |       |                                                                               |                                                                                             |
| 8 september EK 1984 kwalificatie № 392 «onderlinge duels» 18:00 uur (UTC+3) | Finland                        | 2 – 3 | Polen                                                                         | Olympisch Stadion, Helsinki Toeschouwers: 2.845 Scheidsrechter: Marcel Van Langenhove (BEL) |
| 8 september EK 1984 kwalificatie № 392 «onderlinge duels» 18:00 uur (UTC+3) | Ari Valvee 82' Keijo Kousa 84' |       | 16' (pen.) Włodzimierz Smolarek 28' Dariusz Dziekanowski 72' Janusz Kupcewicz | Olympisch Stadion, Helsinki Toeschouwers: 2.845 Scheidsrechter: Marcel Van Langenhove (BEL) |

|                                                                              |         |                                     |          |                                                                                       |
| 22 september EK 1984 kwalificatie № 393 «onderlinge duels» 18:30 uur (UTC+3) | Finland | 0 – 2                               | Portugal | Olympisch Stadion, Helsinki Toeschouwers: 3.132 Scheidsrechter: Klaus Scheurell (GDR) |
| 22 september EK 1984 kwalificatie № 393 «onderlinge duels» 18:30 uur (UTC+3) |         | 15' Nené 88' António Jesus Oliveira |          | Olympisch Stadion, Helsinki Toeschouwers: 3.132 Scheidsrechter: Klaus Scheurell (GDR) |

|                                                                            |                                         |       |         |                                                                                |
| 13 oktober EK 1984 kwalificatie № 394 «onderlinge duels» 19:00 uur (UTC+3) | Sovjet-Unie                             | 2 – 0 | Finland | Lenin Stadion, Moskou Toeschouwers: 18.000 Scheidsrechter: Jacob Baumann (SUI) |
| 13 oktober EK 1984 kwalificatie № 394 «onderlinge duels» 19:00 uur (UTC+3) | Serhij Baltatsja 2' Sergei Andreyev 59' |       |         | Lenin Stadion, Moskou Toeschouwers: 18.000 Scheidsrechter: Jacob Baumann (SUI) |

### 1983
|                                                                       |                                                       |       |               |                                                                                               |
| 16 maart Vriendschappelijk № 395 «onderlinge duels» 17:00 uur (UTC+1) | Duitse Democratische Republiek                        | 3 – 1 | Finland       | Ernst Grubestadion, Maagdenburg Toeschouwers: 12.000 Scheidsrechter: Alexandru Mustatea (ROU) |
| 16 maart Vriendschappelijk № 395 «onderlinge duels» 17:00 uur (UTC+1) | Joachim Streich 11' Hans Richter 15' Hans Richter 61' |       | 79' Ari Hjelm | Ernst Grubestadion, Maagdenburg Toeschouwers: 12.000 Scheidsrechter: Alexandru Mustatea (ROU) |

|                                                                          |                         |       |                       |                                                                                                |
| 17 april EK 1984 kwalificatie № 396 «onderlinge duels» 16:00 uur (UTC+2) | Polen                   | 1 – 1 | Finland               | Stadion Dziesięciolecia, Warschau Toeschouwers: 83.000 Scheidsrechter: Reidar Bjørnestad (NOR) |
| 17 april EK 1984 kwalificatie № 396 «onderlinge duels» 16:00 uur (UTC+2) | Włodzimierz Smolarek 2' |       | 5' (e.d.) Paweł Janas | Stadion Dziesięciolecia, Warschau Toeschouwers: 83.000 Scheidsrechter: Reidar Bjørnestad (NOR) |

|                                                                       |         |                                                                                      |       |                                                                                        |
| 4 mei OS 1984 kwalificatie № 397 «onderlinge duels» 18:30 uur (UTC+3) | Finland | 0 – 4                                                                                | Polen | Olympisch Stadion, Helsinki Toeschouwers: 3.130 Scheidsrechter: Erik Fredriksson (SWE) |
| 4 mei OS 1984 kwalificatie № 397 «onderlinge duels» 18:30 uur (UTC+3) |         | 16' Henryk Miloszewicz 55' Krzysztof Baran 85' Jaroslaw Biernat 87' Jaroslaw Biernat |       | Olympisch Stadion, Helsinki Toeschouwers: 3.130 Scheidsrechter: Erik Fredriksson (SWE) |

|                                                      |         |                  |     |                                                                                       |
| 18 mei OS 1984 kwalificatie № 398 «onderlinge duels» | Finland | 0 – 1            | DDR | Kokkolan Keskuskenttä, Kokkola Toeschouwers: 4.500 Scheidsrechter: Ulf Eriksson (SWE) |
| 18 mei OS 1984 kwalificatie № 398 «onderlinge duels» |         | 12' Ronald Kreer |     | Kokkolan Keskuskenttä, Kokkola Toeschouwers: 4.500 Scheidsrechter: Ulf Eriksson (SWE) |

|                                                      |                                                              |       |                             |                                                                                 |
| 25 mei OS 1984 kwalificatie № 399 «onderlinge duels» | Polen                                                        | 3 – 2 | Finland                     | Hetmanstadion, Białystok Toeschouwers: 35.000 Scheidsrechter: Jan Redelfs (FRG) |
| 25 mei OS 1984 kwalificatie № 399 «onderlinge duels» | Henryk Miloszewicz 15' Adam Kensy 29' Henryk Miloszewicz 65' |       | 37' Ari Hjelm 53' Ari Hjelm | Hetmanstadion, Białystok Toeschouwers: 35.000 Scheidsrechter: Jan Redelfs (FRG) |

|                                                                    |         |                  |             |                                                                                      |
| 1 juni EK 1984 kwalificatie № 400 «onderlinge duels» 19:00 (UTC+3) | Finland | 0 – 1            | Sovjet-Unie | Olympisch Stadion, Helsinki Toeschouwers: 16.966 Scheidsrechter: Dušan Krchnák (TCH) |
| 1 juni EK 1984 kwalificatie № 400 «onderlinge duels» 19:00 (UTC+3) |         | 75' Oleh Blochin |             | Olympisch Stadion, Helsinki Toeschouwers: 16.966 Scheidsrechter: Dušan Krchnák (TCH) |

|                                                                         |                  |       |                      |                                                                                             |
| 15 juni OS 1984 kwalificatie № 401 «onderlinge duels» 18:30 uur (UTC+3) | Finland          | 1 – 1 | Noorwegen            | Kokkolan Keskuskenttä, Kokkola Toeschouwers: 2.153 Scheidsrechter: Anatoliy Milchenko (URS) |
| 15 juni OS 1984 kwalificatie № 401 «onderlinge duels» 18:30 uur (UTC+3) | Juha Annunen 39' |       | 9' Stein Kollshaugen | Kokkolan Keskuskenttä, Kokkola Toeschouwers: 2.153 Scheidsrechter: Anatoliy Milchenko (URS) |

|                                                                         |                                                 |       |         |                                                                               |
| 22 juni OS 1984 kwalificatie № 402 «onderlinge duels» 19:00 uur (UTC+2) | Denemarken                                      | 3 – 0 | Finland | Aarhus Stadion, Aarhus Toeschouwers: 2.150 Scheidsrechter: Joël Quiniou (FRA) |
| 22 juni OS 1984 kwalificatie № 402 «onderlinge duels» 19:00 uur (UTC+2) | Michael Spangsborg 38' Michael Laudrup 76', 89' |       |         | Aarhus Stadion, Aarhus Toeschouwers: 2.150 Scheidsrechter: Joël Quiniou (FRA) |

|                                                           |         |       |            |                                                                                       |
| 24 augustus OS 1984 kwalificatie № 403 «onderlinge duels» | Finland | 0 – 0 | Denemarken | Rovaniemen keskuskenttä, Rovaniemi Toeschouwers: 2.677 Scheidsrechter: Bo Helén (SWE) |
| 24 augustus OS 1984 kwalificatie № 403 «onderlinge duels» |         |       |            | Rovaniemen keskuskenttä, Rovaniemi Toeschouwers: 2.677 Scheidsrechter: Bo Helén (SWE) |

|                                                                                 |         |                                                     |        |                                                                                         |
| 7 september Noords Kampioenschap 1981/83 № 404 «onderlinge duels» 18:30 (UTC+3) | Finland | 0 – 3                                               | Zweden | Olympisch Stadion, Helsinki Toeschouwers: 8.513 Scheidsrechter: Erik Steen Jensen (DEN) |
| 7 september Noords Kampioenschap 1981/83 № 404 «onderlinge duels» 18:30 (UTC+3) |         | 1' Ulf Eriksson 3' Thomas Sunesson 23' Ulf Eriksson |        | Olympisch Stadion, Helsinki Toeschouwers: 8.513 Scheidsrechter: Erik Steen Jensen (DEN) |

|                                                                          |                                                                                    |       |         |                                                                                                  |
| 21 september EK 1984 kwalificatie № 405 «onderlinge duels» 21:00 (UTC+1) | Portugal                                                                           | 5 – 0 | Finland | Estádio José Alvalade, Lissabon Toeschouwers: 15.000 Scheidsrechter: Karl-Heinz Tritschler (FRG) |
| 21 september EK 1984 kwalificatie № 405 «onderlinge duels» 21:00 (UTC+1) | Rui Jordão 18' Carlos Manuel 23' Jukka Ikäläinen 47' (e.d.) José Luis 83' Toni 86' |       |         | Estádio José Alvalade, Lissabon Toeschouwers: 15.000 Scheidsrechter: Karl-Heinz Tritschler (FRG) |

|                                                         |                 |       |         |                                                                               |
| 5 oktober OS 1984 kwalificatie № 406 «onderlinge duels» | DDR             | 1 – 0 | Finland | Ostseestadion, Rostock Toeschouwers: 5.000 Scheidsrechter: Josef Pouček (TCH) |
| 5 oktober OS 1984 kwalificatie № 406 «onderlinge duels» | Hans Richter 9' |       |         | Ostseestadion, Rostock Toeschouwers: 5.000 Scheidsrechter: Josef Pouček (TCH) |

|                                                                            |                                                                                     |       |                                     |                                                                                 |
| 26 oktober OS 1984 kwalificatie № 407 «onderlinge duels» 19:00 uur (UTC+1) | Noorwegen                                                                           | 4 – 2 | Finland                             | Melløsstadion, Moss Toeschouwers: 2.067 Scheidsrechter: Walter Eschweiler (FRG) |
| 26 oktober OS 1984 kwalificatie № 407 «onderlinge duels» 19:00 uur (UTC+1) | Erik Soler 3' Stein Kollshaugen 5' (pen.) Stein Kollshaugen 40' Henning Bjarnøy 63' |       | 15' Sixten Boström 83' Juha Annunen | Melløsstadion, Moss Toeschouwers: 2.067 Scheidsrechter: Walter Eschweiler (FRG) |

### 1984
|                                                        |         |               |                  |                                                                           |
| 20 februari Vriendschappelijk № 408 «onderlinge duels» | Finland | 0 – 1         | Verenigde Staten | Lahden Suurhalli, Lahti Toeschouwers: 526 Scheidsrechter: Kaj Natri (FIN) |
| 20 februari Vriendschappelijk № 408 «onderlinge duels» |         | ??' José Neto |                  | Lahden Suurhalli, Lahti Toeschouwers: 526 Scheidsrechter: Kaj Natri (FIN) |

|                                                    |         |       |         | |
| 9 maart Vriendschappelijk № 409 «onderlinge duels» | Koeweit | 1 – 0 | Finland | Al-Sadaqua Walsalamstadion, Koeweit-Stad Toeschouwers: 5.200 Scheidsrechter: Rahdi Al-Haddad (KUW) |
| 9 maart Vriendschappelijk № 409 «onderlinge duels» | ?       |       |         | Al-Sadaqua Walsalamstadion, Koeweit-Stad Toeschouwers: 5.200 Scheidsrechter: Rahdi Al-Haddad (KUW) |

|                                                                 |                   |       |                                                                |                                                                                       |
| 15 mei Vriendschappelijk № 410 «onderlinge duels» 18:00 (UTC+3) | Finland           | 1 – 3 | Sovjet-Unie                                                    | Kouvolan Keskuskenttä, Kouvola Toeschouwers: 6.700 Scheidsrechter: Torbjørn Aas (NOR) |
| 15 mei Vriendschappelijk № 410 «onderlinge duels» 18:00 (UTC+3) | Jari Rantanen 54' |       | 14' Sergej Rodionov 37' Aleksandr Tsjivadze 90' Oleg Protassov | Kouvolan Keskuskenttä, Kouvola Toeschouwers: 6.700 Scheidsrechter: Torbjørn Aas (NOR) |

|                                                                    |                |       |               |                                                                                     |
| 27 mei WK 1986 kwalificatie № 411 «onderlinge duels» 14:00 (UTC+3) | Finland        | 1 – 0 | Noord-Ierland | Porin Stadion, Pori Toeschouwers: 8.115 Scheidsrechter: Karl-Heinz Tritschler (FRG) |
| 27 mei WK 1986 kwalificatie № 411 «onderlinge duels» 14:00 (UTC+3) | Ari Valvee 55' |       |               | Porin Stadion, Pori Toeschouwers: 8.115 Scheidsrechter: Karl-Heinz Tritschler (FRG) |

|                                                                      |         |                                                           |        |                                                                                          |
| 16 augustus Vriendschappelijk № 412 «onderlinge duels» 18:30 (UTC+3) | Finland | 0 – 3                                                     | Mexico | Olympisch Stadion, Helsinki Toeschouwers: 5.796 Scheidsrechter: Vladimir Kuznetsov (URS) |
| 16 augustus Vriendschappelijk № 412 «onderlinge duels» 18:30 (UTC+3) |         | 6' Javier Aguirre 72' Javier Hernández 82' Manuel Negrete |        | Olympisch Stadion, Helsinki Toeschouwers: 5.796 Scheidsrechter: Vladimir Kuznetsov (URS) |

|                                                                       |         |                                             |       |                                                                                   |
| 12 september Vriendschappelijk № 413 «onderlinge duels» 18:30 (UTC+3) | Finland | 0 – 2                                       | Polen | Olympisch Stadion, Helsinki Toeschouwers: 3.500 Scheidsrechter: Rolf Haugen (NOR) |
| 12 september Vriendschappelijk № 413 «onderlinge duels» 18:30 (UTC+3) |         | 32' Dariusz Dziekanowski 62' Andrzej Pałasz |       | Olympisch Stadion, Helsinki Toeschouwers: 3.500 Scheidsrechter: Rolf Haugen (NOR) |

|                                                                        |                                                                                       |       |         |                                                                                        |
| 17 oktober WK 1986 kwalificatie № 414 «onderlinge duels» 19:45 (UTC+1) | Engeland                                                                              | 5 – 0 | Finland | Wembley Stadium, Londen Toeschouwers: 47.234 Scheidsrechter: Aleksander Suchanek (POL) |
| 17 oktober WK 1986 kwalificatie № 414 «onderlinge duels» 19:45 (UTC+1) | Mark Hateley 29' Tony Woodcock 40' Mark Hateley 49' Bryan Robson 71' Kenny Sansom 85' |       |         | Wembley Stadium, Londen Toeschouwers: 47.234 Scheidsrechter: Aleksander Suchanek (POL) |

|                                                                        |                          |       |                                 |                                                                                                |
| 31 oktober WK 1986 kwalificatie № 415 «onderlinge duels» 15:15 (UTC+3) | Turkije                  | 1 – 2 | Finland                         | Antalya Atatürkstadion, Antalya Toeschouwers: 10.000 Scheidsrechter: Velodi Miminoshvili (URS) |
| 31 oktober WK 1986 kwalificatie № 415 «onderlinge duels» 15:15 (UTC+3) | Ilyas Tüfekci 78' (pen.) |       | 10' Ari Hjelm 56' Mika Lipponen | Antalya Atatürkstadion, Antalya Toeschouwers: 10.000 Scheidsrechter: Velodi Miminoshvili (URS) |

|                                                                       |                                       |       |                   |                                                                                            |
| 14 november WK 1986 kwalificatie № 416 «onderlinge duels» 20:00 (UTC) | Noord-Ierland                         | 2 – 1 | Finland           | Windsor Park, Belfast Toeschouwers: 19.457 Scheidsrechter: Alder da Silva dos Santos (POR) |
| 14 november WK 1986 kwalificatie № 416 «onderlinge duels» 20:00 (UTC) | John O'Neill 42' Gerald Armstrong 51' |       | 22' Mika Lipponen | Windsor Park, Belfast Toeschouwers: 19.457 Scheidsrechter: Alder da Silva dos Santos (POR) |

|                                                        |               |       |                      |                                                                             |
| 20 november Vriendschappelijk № 417 «onderlinge duels» | Saoedi-Arabië | 2 – 1 | Finland              | Al-Jubail Stadion, Jubail Toeschouwers: 6.000 Scheidsrechter: Abrahim (KSA) |
| 20 november Vriendschappelijk № 417 «onderlinge duels» | ?             |       | 79' (pen.) Ari Hjelm | Al-Jubail Stadion, Jubail Toeschouwers: 6.000 Scheidsrechter: Abrahim (KSA) |

|                                                        |       |       |                                 |                                                                                                   |
| 22 november Vriendschappelijk № 418 «onderlinge duels» | Qatar | 2 – 2 | Finland                         | Khalifa Internationaal Stadion, Doha Toeschouwers: 1.000 Scheidsrechter: Abdulaziz Al-Mulla (UAE) |
| 22 november Vriendschappelijk № 418 «onderlinge duels» | ?     |       | 32' Ilkka Remes 62' Esa Pekonen | Khalifa Internationaal Stadion, Doha Toeschouwers: 1.000 Scheidsrechter: Abdulaziz Al-Mulla (UAE) |

|                                                        |       |       |               |                                                                                       |
| 24 november Vriendschappelijk № 419 «onderlinge duels» | Qatar | 1 – 1 | Finland       | Khalifa Internationaal Stadion, Doha Toeschouwers: 1.500 Scheidsrechter: Jamaan (QAT) |
| 24 november Vriendschappelijk № 419 «onderlinge duels» | ?     |       | 65' Ari Hjelm | Khalifa Internationaal Stadion, Doha Toeschouwers: 1.500 Scheidsrechter: Jamaan (QAT) |

### 1985
|                                                                     |                                                                 |       |                  |                                                                                                  |
| 23 januari Vriendschappelijk № 420 «onderlinge duels» 20:30 (UTC+1) | Spanje                                                          | 3 – 1 | Finland          | Estadio José Rico Pérez, Alicante Toeschouwers: 26.000 Scheidsrechter: Alphonse Constantin (BEL) |
| 23 januari Vriendschappelijk № 420 «onderlinge duels» 20:30 (UTC+1) | Hipólito Rincón 22' Emilio Butragueño 30' Emilio Butragueño 44' |       | 6' Mika Lipponen | Estadio José Rico Pérez, Alicante Toeschouwers: 26.000 Scheidsrechter: Alphonse Constantin (BEL) |

|                                                       |                                            |       |         |                                                                                           |
| 8 februari Vriendschappelijk № 421 «onderlinge duels» | Chili                                      | 2 – 0 | Finland | Estadio Sausalito, Viña del Mar Toeschouwers: 8.220 Scheidsrechter: Guillermo Budge (CHI) |
| 8 februari Vriendschappelijk № 421 «onderlinge duels» | Juan Carlos Letelier 30' Jorge Aravena 60' |       |         | Estadio Sausalito, Viña del Mar Toeschouwers: 8.220 Scheidsrechter: Guillermo Budge (CHI) |

|                                                                      |                                     |       |                |                                                                                         |
| 14 februari Vriendschappelijk № 422 «onderlinge duels» 21:30 (UTC−3) | Uruguay                             | 2 – 1 | Finland        | Estadio Centenario, Montevideo Toeschouwers: 29.735 Scheidsrechter: Ramón Barreto (URU) |
| 14 februari Vriendschappelijk № 422 «onderlinge duels» 21:30 (UTC−3) | Carlos Aguilera 30' Amaro Nadal 35' |       | 12' Ari Valvee | Estadio Centenario, Montevideo Toeschouwers: 29.735 Scheidsrechter: Ramón Barreto (URU) |

|                                                        |                                                           |       |                    |                                                                                   |
| 17 februari Vriendschappelijk № 423 «onderlinge duels» | Ecuador                                                   | 3 – 1 | Finland            | Estadio Bellavista, Ambato Toeschouwers: 12.000 Scheidsrechter: Jorge Ortíz (ECU) |
| 17 februari Vriendschappelijk № 423 «onderlinge duels» | Fabian Pazymiño 11' Hermen Benítez 33' Hermen Benítez 85' |       | 89' Jyrki Nieminen | Estadio Bellavista, Ambato Toeschouwers: 12.000 Scheidsrechter: Jorge Ortíz (ECU) |

|                                                        |                                          |       |                 | |
| 26 februari Vriendschappelijk № 424 «onderlinge duels» | Mexico                                   | 2 – 1 | Finland         | Estadio Unidad Deportiva Renacimiento, Acapulco Toeschouwers: 12.000 Scheidsrechter: Enrique Mendoza (MEX) |
| 26 februari Vriendschappelijk № 424 «onderlinge duels» | Carlos Hermosillo 10' Gonzalo Farfán 72' |       | 50' Esa Pekonen | Estadio Unidad Deportiva Renacimiento, Acapulco Toeschouwers: 12.000 Scheidsrechter: Enrique Mendoza (MEX) |

|                                                                   |                                        |       |                  |                                                                                    |
| 17 april Vriendschappelijk № 425 «onderlinge duels» 16:30 (UTC+2) | Polen                                  | 2 – 1 | Finland          | Stadion Odry Opole, Opole Toeschouwers: 12.500 Scheidsrechter: László Kovács (HUN) |
| 17 april Vriendschappelijk № 425 «onderlinge duels» 16:30 (UTC+2) | Władysław Żmuda 71' Andrzej Pałasz 81' |       | 57' Kari Ukkonen | Stadion Odry Opole, Opole Toeschouwers: 12.500 Scheidsrechter: László Kovács (HUN) |

|                                                                    |                  |       |                  |                                                                                           |
| 22 mei WK 1986 kwalificatie № 426 «onderlinge duels» 18:00 (UTC+3) | Finland          | 1 – 1 | Engeland         | Olympisch Stadion, Helsinki Toeschouwers: 30.311 Scheidsrechter: Siegfried Kirschen (GDR) |
| 22 mei WK 1986 kwalificatie № 426 «onderlinge duels» 18:00 (UTC+3) | Jari Rantanen 5' |       | 50' Mark Hateley | Olympisch Stadion, Helsinki Toeschouwers: 30.311 Scheidsrechter: Siegfried Kirschen (GDR) |

|                                                                    |                   |       |                  |                                                                                              |
| 6 juni WK 1986 kwalificatie № 427 «onderlinge duels» 19:00 (UTC+3) | Finland           | 1 – 1 | Roemenië         | Olympisch Stadion, Helsinki Toeschouwers: 30.311 Scheidsrechter: Marcel Van Langenhove (BEL) |
| 6 juni WK 1986 kwalificatie № 427 «onderlinge duels» 19:00 (UTC+3) | Mika Lipponen 26' |       | 7' Gheorghe Hagi | Olympisch Stadion, Helsinki Toeschouwers: 30.311 Scheidsrechter: Marcel Van Langenhove (BEL) |

|                                                                         |                                   |       |         |                                                                                      |
| 28 augustus WK 1986 kwalificatie № 428 «onderlinge duels» 17:30 (UTC+3) | Roemenië                          | 2 – 0 | Finland | Stadionul 1 Mai, Timișoara Toeschouwers: 45.000 Scheidsrechter: Zoran Petrović (YUG) |
| 28 augustus WK 1986 kwalificatie № 428 «onderlinge duels» 17:30 (UTC+3) | Gheorghe Hagi 6' Dorin Mateuț 57' |       |         | Stadionul 1 Mai, Timișoara Toeschouwers: 45.000 Scheidsrechter: Zoran Petrović (YUG) |

|                                                                          |                   |       |         |                                                                                |
| 25 september WK 1980 kwalificatie № 429 «onderlinge duels» 19:00 (UTC+3) | Finland           | 1 – 0 | Turkije | Ratina Stadion, Tampere Toeschouwers: 5.616 Scheidsrechter: Rune Larsson (SWE) |
| 25 september WK 1980 kwalificatie № 429 «onderlinge duels» 19:00 (UTC+3) | Jari Rantanen 37' |       |         | Ratina Stadion, Tampere Toeschouwers: 5.616 Scheidsrechter: Rune Larsson (SWE) |

### 1986
|                                                                   |                        |       |               |                                                                                        |
| 22 januari Vriendschappelijk № 430 «onderlinge duels» 21:00 (UTC) | Portugal               | 1 – 1 | Finland       | Estádio Municipal, Leiria Toeschouwers: 10.000 Scheidsrechter: José Donato Pérez (ESP) |
| 22 januari Vriendschappelijk № 430 «onderlinge duels» 21:00 (UTC) | Diamantino Miranda 72' |       | 14' Ari Hjelm | Estádio Municipal, Leiria Toeschouwers: 10.000 Scheidsrechter: José Donato Pérez (ESP) |

|                                                        |         |       |         |                                                                      |
| 21 februari Vriendschappelijk № 431 «onderlinge duels» | Bahrein | 0 – 0 | Finland | Al Ahli Stadion, Manama Toeschouwers: 2.000 Scheidsrechter: onbekend |
| 21 februari Vriendschappelijk № 431 «onderlinge duels» |         |       |         | Al Ahli Stadion, Manama Toeschouwers: 2.000 Scheidsrechter: onbekend |

|                                                        |         |                                                                         |         |                                                                      |
| 24 februari Vriendschappelijk № 432 «onderlinge duels» | Bahrein | 0 – 4                                                                   | Finland | Al Ahli Stadion, Manama Toeschouwers: 1.500 Scheidsrechter: onbekend |
| 24 februari Vriendschappelijk № 432 «onderlinge duels» |         | 38' Ari Valvee 59' Markus Törnvall 85' Jukka Ikäläinen 89' Pasi Rasimus |         | Al Ahli Stadion, Manama Toeschouwers: 1.500 Scheidsrechter: onbekend |

|                                                        |               |                   |         |                                                                                      |
| 28 februari Vriendschappelijk № 433 «onderlinge duels» | Saoedi-Arabië | 0 – 1             | Finland | Prins Mohamed bin Fahd Stadion, Dammam Toeschouwers: 16.000 Scheidsrechter: onbekend |
| 28 februari Vriendschappelijk № 433 «onderlinge duels» |               | ??' Kari Virtanen |         | Prins Mohamed bin Fahd Stadion, Dammam Toeschouwers: 16.000 Scheidsrechter: onbekend |

|                                                                   |                                      |       |         |                                                                                                  |
| 17 april Vriendschappelijk № 434 «onderlinge duels» 21:30 (UTC−3) | Brazilië                             | 3 – 0 | Finland | Estádio Mané Garrincha, Brasilia Toeschouwers: 44.597 Scheidsrechter: José de Assis Aragão (BRA) |
| 17 april Vriendschappelijk № 434 «onderlinge duels» 21:30 (UTC−3) | Marinho ??' Oscar ??' Casagrande ??' |       |         | Estádio Mané Garrincha, Brasilia Toeschouwers: 44.597 Scheidsrechter: José de Assis Aragão (BRA) |

|                                                                |             |       |         |                                                                                  |
| 7 mei Vriendschappelijk № 435 «onderlinge duels» 19:00 (UTC+4) | Sovjet-Unie | 0 – 0 | Finland | Lenin Stadion, Moskou Toeschouwers: 38.000 Scheidsrechter: Ştefan Petrescu (ROM) |
| 7 mei Vriendschappelijk № 435 «onderlinge duels» 19:00 (UTC+4) |             |       |         | Lenin Stadion, Moskou Toeschouwers: 38.000 Scheidsrechter: Ştefan Petrescu (ROM) |

|                                                       |                    |       |                           |                                                                                       |
| 5 augustus Vriendschappelijk № 436 «onderlinge duels» | Finland            | 1 – 3 | Zweden                    | Sankariniemen Stadion, Lisalmi Toeschouwers: 2.044 Scheidsrechter: Tore Hollung (NOR) |
| 5 augustus Vriendschappelijk № 436 «onderlinge duels» | Jari Niinimäki 15' |       | Doelpuntenmakers onbekend | Sankariniemen Stadion, Lisalmi Toeschouwers: 2.044 Scheidsrechter: Tore Hollung (NOR) |

|                                                                     |                   |       |                                                             |                                                                                   |
| 6 augustus Vriendschappelijk № 437 «onderlinge duels» 19:00 (UTC+3) | Finland           | 1 – 3 | Zweden                                                      | Olympisch Stadion, Helsinki Toeschouwers: 7.040 Scheidsrechter: Einar Halle (NOR) |
| 6 augustus Vriendschappelijk № 437 «onderlinge duels» 19:00 (UTC+3) | Mika Lipponen 60' |       | 23' Robert Prytz 33' Johnny Ekström 35' (pen.) Robert Prytz | Olympisch Stadion, Helsinki Toeschouwers: 7.040 Scheidsrechter: Einar Halle (NOR) |

|                                                                      |               |       |                                |                                                                                  |
| 20 augustus Vriendschappelijk № 438 «onderlinge duels» 19:00 (UTC+3) | Finland       | 1 – 0 | Duitse Democratische Republiek | Keskusurheilukenttä, Lahti Toeschouwers: 3.325 Scheidsrechter: Bo Karlsson (SWE) |
| 20 augustus Vriendschappelijk № 438 «onderlinge duels» 19:00 (UTC+3) | Ari Hjelm 61' |       |                                | Keskusurheilukenttä, Lahti Toeschouwers: 3.325 Scheidsrechter: Bo Karlsson (SWE) |

|                                                        |                    |       |                                | |
| 9 september Vriendschappelijk № 439 «onderlinge duels» | Finland            | 1 – 0 | Duitse Democratische Republiek | Kimpisen urheilukeskus, Lappeenranta Toeschouwers: 1.488 Scheidsrechter: Velodi Miminoshvili (URS) |
| 9 september Vriendschappelijk № 439 «onderlinge duels» | Sixten Boström 31' |       |                                | Kimpisen urheilukeskus, Lappeenranta Toeschouwers: 1.488 Scheidsrechter: Velodi Miminoshvili (URS) |

|                                                                          |               |       |                  |                                                                                     |
| 10 september EK 1988 kwalificatie № 440 «onderlinge duels» 19:00 (UTC+3) | Finland       | 1 – 1 | Wales            | Olympisch Stadion, Helsinki Toeschouwers: 9.840 Scheidsrechter: Gerald Losert (AUT) |
| 10 september EK 1988 kwalificatie № 440 «onderlinge duels» 19:00 (UTC+3) | Ari Hjelm 11' |       | 68' Neil Slatter | Olympisch Stadion, Helsinki Toeschouwers: 9.840 Scheidsrechter: Gerald Losert (AUT) |

|                                                          |         |       |        |                                                                                    |
| 14 oktober OS 1988 kwalificatie № 441 «onderlinge duels» | Finland | 0 – 2 | België | Ratina Stadion, Tampere Toeschouwers: 878 Scheidsrechter: Michał Listkiewicz (POL) |
| 14 oktober OS 1988 kwalificatie № 441 «onderlinge duels» |         | ?     |        | Ratina Stadion, Tampere Toeschouwers: 878 Scheidsrechter: Michał Listkiewicz (POL) |

|                                                                        |                                                   |       |         | |
| 15 oktober EK 1988 kwalificatie № 442 «onderlinge duels» 17:00 (UTC+1) | Tsjecho-Slowakije                                 | 3 – 0 | Finland | Městský fotbalový stadion Srbská, Brno Toeschouwers: 26.000 Scheidsrechter: Gerassimos Germanakos (GRE) |
| 15 oktober EK 1988 kwalificatie № 442 «onderlinge duels» 17:00 (UTC+1) | Petr Janečka 28' Ivo Knoflíček 43' Karel Kula 67' |       |         | Městský fotbalový stadion Srbská, Brno Toeschouwers: 26.000 Scheidsrechter: Gerassimos Germanakos (GRE) |

|                                                                        |                         |       |         |                                                                               |
| 29 oktober EK 1988 kwalificatie № 443 «onderlinge duels» 19:00 (UTC+1) | Denemarken              | 1 – 0 | Finland | Parken, Kopenhagen Toeschouwers: 40.300 Scheidsrechter: Thomas Donnelly (NIR) |
| 29 oktober EK 1988 kwalificatie № 443 «onderlinge duels» 19:00 (UTC+1) | Jens Jørn Bertelsen 68' |       |         | Parken, Kopenhagen Toeschouwers: 40.300 Scheidsrechter: Thomas Donnelly (NIR) |

### 1987
|                                                                   |                                                |       |                     |                                                                                             |
| 18 maart Vriendschappelijk № 444 «onderlinge duels» 15:30 (UTC+1) | Polen                                          | 3 – 1 | Finland             | Stadion Miejski w Rybniku, Rybnik Toeschouwers: 18.000 Scheidsrechter: Manfred Roßner (GDR) |
| 18 maart Vriendschappelijk № 444 «onderlinge duels» 15:30 (UTC+1) | Jan Urban 10' Marek Leśniak 26' Jan Furtok 65' |       | 46' Jukka Ikäläinen | Stadion Miejski w Rybniku, Rybnik Toeschouwers: 18.000 Scheidsrechter: Manfred Roßner (GDR) |

|                                                                     |                                                               |       |         |                                                                                         |
| 1 april EK 1988 kwalificatie № 445 «onderlinge duels» 19:30 (UTC+1) | Wales                                                         | 4 – 0 | Finland | Racecourse Ground, Wrexham Toeschouwers: 7.696 Scheidsrechter: Ignace van Swieten (NED) |
| 1 april EK 1988 kwalificatie № 445 «onderlinge duels» 19:30 (UTC+1) | Ian Rush 7' Glyn Hodges 28' David Phillips 63' Andy Jones 86' |       |         | Racecourse Ground, Wrexham Toeschouwers: 7.696 Scheidsrechter: Ignace van Swieten (NED) |

|                                                                      |         |               |            |                                                                                         |
| 29 april EK 1988 kwalificatie № 446 «onderlinge duels» 19:00 (UTC+3) | Finland | 0 – 1         | Denemarken | Olympisch Stadion, Helsinki Toeschouwers: 29.197 Scheidsrechter: Dimitar Dimitrov (BUL) |
| 29 april EK 1988 kwalificatie № 446 «onderlinge duels» 19:00 (UTC+3) |         | 53' Jan Mølby |            | Olympisch Stadion, Helsinki Toeschouwers: 29.197 Scheidsrechter: Dimitar Dimitrov (BUL) |

|                                                                    |                                    |       |            |                                                                              |
| 12 mei OS 1988 kwalificatie № 447 «onderlinge duels» 18:00 (UTC+3) | Finland                            | 2 – 1 | Oostenrijk | Porin Stadion, Pori Toeschouwers: 3.912 Scheidsrechter: Håkan Lundgren (SWE) |
| 12 mei OS 1988 kwalificatie № 447 «onderlinge duels» 18:00 (UTC+3) | Marko Myyry 14' Jari Niinimäki 21' |       | ?          | Porin Stadion, Pori Toeschouwers: 3.912 Scheidsrechter: Håkan Lundgren (SWE) |

|                                                                 |                             |       |                                          |                                                                                         |
| 28 mei Vriendschappelijk № 448 «onderlinge duels» 19:00 (UTC+3) | Finland                     | 2 – 3 | Brazilië                                 | Olympisch Stadion, Helsinki Toeschouwers: 37.018 Scheidsrechter: Erik Fredriksson (SWE) |
| 28 mei Vriendschappelijk № 448 «onderlinge duels» 19:00 (UTC+3) | Ari Hjelm 15' Ismo Lius 88' |       | 43' Romário 50' Valdo Cândido 57' Müller | Olympisch Stadion, Helsinki Toeschouwers: 37.018 Scheidsrechter: Erik Fredriksson (SWE) |

|                                                                     |         |       |                   | |
| 10 juni OS 1988 kwalificatie № 449 «onderlinge duels» 19:00 (UTC+3) | Finland | 0 – 2 | Tsjecho-Slowakije | Äänekosken Urheilupuisto, Äänekoski Toeschouwers: 1.511 Scheidsrechter: Guðmundur Haraldsson (ISL) |
| 10 juni OS 1988 kwalificatie № 449 «onderlinge duels» 19:00 (UTC+3) |         | ?     |                   | Äänekosken Urheilupuisto, Äänekoski Toeschouwers: 1.511 Scheidsrechter: Guðmundur Haraldsson (ISL) |

|                                                           |             |       |         |                                                                                       |
| 2 september OS 1988 kwalificatie № 450 «onderlinge duels» | Joegoslavië | 5 – 0 | Finland | Banja Lukastadion, Banja Luka Toeschouwers: 15.000 Scheidsrechter: Vadzim Zjoek (URS) |
| 2 september OS 1988 kwalificatie № 450 «onderlinge duels» | ?           |       |         | Banja Lukastadion, Banja Luka Toeschouwers: 15.000 Scheidsrechter: Vadzim Zjoek (URS) |

|                                                                         |                                               |       |                   |                                                                                    |
| 9 september EK 1988 kwalificatie № 451 «onderlinge duels» 19:00 (UTC+3) | Finland                                       | 3 – 0 | Tsjecho-Slowakije | Olympisch Stadion, Helsinki Toeschouwers: 6.430 Scheidsrechter: Neil Midgley (ENG) |
| 9 september EK 1988 kwalificatie № 451 «onderlinge duels» 19:00 (UTC+3) | Ari Hjelm 29' Ismo Lius 71' Petri Tiainen 82' |       |                   | Olympisch Stadion, Helsinki Toeschouwers: 6.430 Scheidsrechter: Neil Midgley (ENG) |

|                                                            |                   |       |         |                                                                                         |
| 23 september OS 1988 kwalificatie № 452 «onderlinge duels» | Tsjecho-Slowakije | 2 – 0 | Finland | D.A.C. Stadion, Dunajská Streda Toeschouwers: 4.008 Scheidsrechter: Lucien Gilson (LUX) |
| 23 september OS 1988 kwalificatie № 452 «onderlinge duels» | ?                 |       |         | D.A.C. Stadion, Dunajská Streda Toeschouwers: 4.008 Scheidsrechter: Lucien Gilson (LUX) |

|                                                          |        |       |         |                                                                                  |
| 28 oktober OS 1988 kwalificatie № 453 «onderlinge duels» | België | 1 – 0 | Finland | Stade Jules George, Luik Toeschouwers: 600 Scheidsrechter: Edgar Azzopardi (MLT) |
| 28 oktober OS 1988 kwalificatie № 453 «onderlinge duels» | ?      |       |         | Stade Jules George, Luik Toeschouwers: 600 Scheidsrechter: Edgar Azzopardi (MLT) |

### 1988
|                                                                                  |                                                 |       |                   |                                                                                     |
| 11 januari Vriendschappelijk Maspalomas Tournament 1988 № 454 «onderlinge duels» | Finland                                         | 2 – 0 | Tsjecho-Slowakije | Estadio Insular, Maspalomas Toeschouwers: 2.000 Scheidsrechter: Tomás Jiménez (ESP) |
| 11 januari Vriendschappelijk Maspalomas Tournament 1988 № 454 «onderlinge duels» | Mixu Paatelainen 11' (pen.) Jarmo Alatensiö 88' |       |                   | Estadio Insular, Maspalomas Toeschouwers: 2.000 Scheidsrechter: Tomás Jiménez (ESP) |

|                                                                                  |                 |       |         |                                                                                     |
| 15 januari Vriendschappelijk Maspalomas Tournament 1988 № 455 «onderlinge duels» | Zweden          | 1 – 0 | Finland | Estadio Insular, Maspalomas Toeschouwers: 4.129 Scheidsrechter: Tomás Jiménez (ESP) |
| 15 januari Vriendschappelijk Maspalomas Tournament 1988 № 455 «onderlinge duels» | Jonas Thern 31' |       |         | Estadio Insular, Maspalomas Toeschouwers: 4.129 Scheidsrechter: Tomás Jiménez (ESP) |

|                                                                     |                                         |       |         |                                                                                     |
| 7 februari Vriendschappelijk № 456 «onderlinge duels» 15:15 (UTC+1) | Malta                                   | 2 – 0 | Finland | Ta' Qalistadion, Ta' Qali Toeschouwers: 5.000 Scheidsrechter: Edgar Azzopardi (MLT) |
| 7 februari Vriendschappelijk № 456 «onderlinge duels» 15:15 (UTC+1) | Carmel Busuttil 32' Carmel Busuttil 35' |       |         | Ta' Qalistadion, Ta' Qali Toeschouwers: 5.000 Scheidsrechter: Edgar Azzopardi (MLT) |

|                                                                      |         |                                                       |         |                                                                                    |
| 13 februari Vriendschappelijk № 457 «onderlinge duels» 13:15 (UTC+1) | Tunesië | 0 – 3                                                 | Finland | Ta' Qalistadion, Ta' Qali Toeschouwers: 1.000 Scheidsrechter: Patrick Fenech (MLT) |
| 13 februari Vriendschappelijk № 457 «onderlinge duels» 13:15 (UTC+1) |         | 35' Mika Lipponen 42' Mika Lipponen 74' Mika Lipponen |         | Ta' Qalistadion, Ta' Qali Toeschouwers: 1.000 Scheidsrechter: Patrick Fenech (MLT) |

|                                                      |                   |       |             |                                                                                       |
| 18 mei OS 1988 kwalificatie № 458 «onderlinge duels» | Finland           | 1 – 2 | Joegoslavië | Mikkelin Urheilupuisto, Mikkeli Toeschouwers: 1.543 Scheidsrechter: Einar Halle (NOR) |
| 18 mei OS 1988 kwalificatie № 458 «onderlinge duels» | Seppo Nikkilä 12' |       | ?           | Mikkelin Urheilupuisto, Mikkeli Toeschouwers: 1.543 Scheidsrechter: Einar Halle (NOR) |

|                                                                 |                   |       |                                                              |                                                                                     |
| 19 mei Vriendschappelijk № 459 «onderlinge duels» 19:00 (UTC+3) | Finland           | 1 – 3 | Colombia                                                     | Olympisch Stadion, Helsinki Toeschouwers: 5.548 Scheidsrechter: Franz Gächter (SUI) |
| 19 mei Vriendschappelijk № 459 «onderlinge duels» 19:00 (UTC+3) | Jari Rantanen 38' |       | 19' Jaime Arango 47' (pen.) René Higuita 63' Arnoldo Iguarán | Olympisch Stadion, Helsinki Toeschouwers: 5.548 Scheidsrechter: Franz Gächter (SUI) |

|                                                      |            |                                 |         |                                                                                 |
| 31 mei OS 1988 kwalificatie № 460 «onderlinge duels» | Oostenrijk | 0 – 2                           | Finland | Sportstadion, Wolfsberg Toeschouwers: 4.100 Scheidsrechter: Michel Girard (FRA) |
| 31 mei OS 1988 kwalificatie № 460 «onderlinge duels» |            | 64' Seppo Nikkilä 90' Ismo Lius |         | Sportstadion, Wolfsberg Toeschouwers: 4.100 Scheidsrechter: Michel Girard (FRA) |

|                                                       |                 |       |                   |                                                                                            |
| 4 augustus Vriendschappelijk № 461 «onderlinge duels» | Finland         | 1 – 1 | Bulgarije         | Hietalahden Jalkapallostadion, Vaasa Toeschouwers: 5.823 Scheidsrechter: Kjell Norby (NOR) |
| 4 augustus Vriendschappelijk № 461 «onderlinge duels» | Marko Myyry 73' |       | 77' Atanas Pashev | Hietalahden Jalkapallostadion, Vaasa Toeschouwers: 5.823 Scheidsrechter: Kjell Norby (NOR) |

|                                                                      |         |       |             |                                                                                           |
| 17 augustus Vriendschappelijk № 462 «onderlinge duels» 19:00 (UTC+3) | Finland | 0 – 0 | Sovjet-Unie | Kupittaan Jalkapallostadion, Turku Toeschouwers: 6.758 Scheidsrechter: Jan Damgaard (DEN) |
| 17 augustus Vriendschappelijk № 462 «onderlinge duels» 19:00 (UTC+3) |         |       |             | Kupittaan Jalkapallostadion, Turku Toeschouwers: 6.758 Scheidsrechter: Jan Damgaard (DEN) |

|                                                                         |         |                                                                          |                |                                                                                     |
| 31 augustus WK 1990 kwalificatie № 463 «onderlinge duels» 20:00 (UTC+3) | Finland | 0 – 4                                                                    | West-Duitsland | Olympisch Stadion, Helsinki Toeschouwers: 31.693 Scheidsrechter: Vadzim Zjoek (SUI) |
| 31 augustus WK 1990 kwalificatie № 463 «onderlinge duels» 20:00 (UTC+3) |         | 6' Rudi Völler 15' Rudi Völler 52' Lothar Matthäus 86' Karl-Heinz Riedle |                | Olympisch Stadion, Helsinki Toeschouwers: 31.693 Scheidsrechter: Vadzim Zjoek (SUI) |

|                                                                        |                                                  |       |                                      |                                                                                     |
| 19 oktober WK 1990 kwalificatie № 464 «onderlinge duels» 19:30 (UTC+1) | Wales                                            | 2 – 2 | Finland                              | Vetch Field, Swansea Toeschouwers: 9.603 Scheidsrechter: Gudmundur Haraldsson (ISL) |
| 19 oktober WK 1990 kwalificatie № 464 «onderlinge duels» 19:30 (UTC+1) | Dean Saunders 24' (pen.) Aki Lahtinen 40' (e.d.) |       | 9' Kari Ukkonen 44' Mixu Paatelainen | Vetch Field, Swansea Toeschouwers: 9.603 Scheidsrechter: Gudmundur Haraldsson (ISL) |

|                                                       |         |       |         | |
| 3 november Vriendschappelijk № 465 «onderlinge duels» | Koeweit | 0 – 0 | Finland | Al-Sadaqua Walsalamstadion, Koeweit-Stad Toeschouwers: 20.000 Scheidsrechter: Hassan Al-Hadda (KUW) |
| 3 november Vriendschappelijk № 465 «onderlinge duels» |         |       |         | Al-Sadaqua Walsalamstadion, Koeweit-Stad Toeschouwers: 20.000 Scheidsrechter: Hassan Al-Hadda (KUW) |

|                                                       |         |       |         | |
| 6 november Vriendschappelijk № 466 «onderlinge duels» | Koeweit | 0 – 0 | Finland | Al-Sadaqua Walsalamstadion, Koeweit-Stad Toeschouwers: 15.000 Scheidsrechter: Mohammed Shu'Aib (KUW) |
| 6 november Vriendschappelijk № 466 «onderlinge duels» |         |       |         | Al-Sadaqua Walsalamstadion, Koeweit-Stad Toeschouwers: 15.000 Scheidsrechter: Mohammed Shu'Aib (KUW) |

### 1989
|                                                       |                                        |       |                            |                                                                                           |
| 11 januari Vriendschappelijk № 467 «onderlinge duels» | Egypte                                 | 2 – 1 | Finland                    | El-Mahalla Stadion, El-Mahalla Toeschouwers: 35.000 Scheidsrechter: Ibrahim El Nady (EGY) |
| 11 januari Vriendschappelijk № 467 «onderlinge duels» | Ari Hjelm 30' (e.d.) Ahmed El-Kass 84' |       | 14' Mika-Matti Paatelainen | El-Mahalla Stadion, El-Mahalla Toeschouwers: 35.000 Scheidsrechter: Ibrahim El Nady (EGY) |

|                                                       |                                       |       |                   |                                                                                |
| 13 januari Vriendschappelijk № 468 «onderlinge duels» | Egypte                                | 2 – 1 | Finland           | Cairostadion, Caïro Toeschouwers: 8.000 Scheidsrechter: Abdel El Hamamsy (EGY) |
| 13 januari Vriendschappelijk № 468 «onderlinge duels» | Hesham Abdel Rasoul 7' Khaled Eid 80' |       | 42' Kimmo Tarkkio | Cairostadion, Caïro Toeschouwers: 8.000 Scheidsrechter: Abdel El Hamamsy (EGY) |

|                                                                              |                                      |       |         |                                                                                    |
| 8 februari Malta Voetbaltoernooi 1989 № 469 «onderlinge duels» 13:15 (UTC+1) | Algerije                             | 2 – 0 | Finland | Ta' Qalistadion, Ta' Qali Toeschouwers: 1.500 Scheidsrechter: Victor Mintoff (MLT) |
| 8 februari Malta Voetbaltoernooi 1989 № 469 «onderlinge duels» 13:15 (UTC+1) | Mohamed Bennabou 59' Hadj Adlane 83' |       |         | Ta' Qalistadion, Ta' Qali Toeschouwers: 1.500 Scheidsrechter: Victor Mintoff (MLT) |

|                                                                               |            |       |         |                                                                                   |
| 10 februari Malta Voetbaltoernooi 1989 № 470 «onderlinge duels» 13:15 (UTC+1) | Denemarken | 0 – 0 | Finland | Ta' Qalistadion, Ta' Qali Toeschouwers: 1.500 Scheidsrechter: Charles Agius (MLT) |
| 10 februari Malta Voetbaltoernooi 1989 № 470 «onderlinge duels» 13:15 (UTC+1) |            |       |         | Ta' Qalistadion, Ta' Qali Toeschouwers: 1.500 Scheidsrechter: Charles Agius (MLT) |

|                                                                               |       |       |         |                                                                                   |
| 12 februari Malta Voetbaltoernooi 1989 № 471 «onderlinge duels» 15:15 (UTC+1) | Malta | 0 – 0 | Finland | Ta' Qalistadion, Ta' Qali Toeschouwers: 6.000 Scheidsrechter: Kurt Sörensen (DEN) |
| 12 februari Malta Voetbaltoernooi 1989 № 471 «onderlinge duels» 15:15 (UTC+1) |       |       |         | Ta' Qalistadion, Ta' Qali Toeschouwers: 6.000 Scheidsrechter: Kurt Sörensen (DEN) |

|                                                                   |                                |       |                   |                                                                                |
| 22 maart Vriendschappelijk № 472 «onderlinge duels» 18:00 (UTC+1) | Duitse Democratische Republiek | 1 – 1 | Finland           | Dynamo Stadion, Dresden Toeschouwers: 14.000 Scheidsrechter: Jozef Marko (TCH) |
| 22 maart Vriendschappelijk № 472 «onderlinge duels» 18:00 (UTC+1) | Andreas Trautmann 54'          |       | 29' Mika Lipponen | Dynamo Stadion, Dresden Toeschouwers: 14.000 Scheidsrechter: Jozef Marko (TCH) |

|                                                                    |         |               |           |                                                                                     |
| 31 mei WK 1990 kwalificatie № 473 «onderlinge duels» 19:00 (UTC+3) | Finland | 0 – 1         | Nederland | Olympisch Stadion, Helsinki Toeschouwers: 46.217 Scheidsrechter: Piotr Werner (POL) |
| 31 mei WK 1990 kwalificatie № 473 «onderlinge duels» 19:00 (UTC+3) |         | 87' Wim Kieft |           | Olympisch Stadion, Helsinki Toeschouwers: 46.217 Scheidsrechter: Piotr Werner (POL) |

|                                                                      |                                   |       |                                      |                                                                                         |
| 23 augustus Vriendschappelijk № 474 «onderlinge duels» 19:00 (UTC+3) | Finland                           | 2 – 2 | Joegoslavië                          | Väinölänniemen Stadion, Kuopio Toeschouwers: 6.386 Scheidsrechter: Håkan Lundgren (SWE) |
| 23 augustus Vriendschappelijk № 474 «onderlinge duels» 19:00 (UTC+3) | Kimmo Tarkkio 1' Kari Ukkonen 27' |       | 12' Darko Pančev 51' Dejan Savićević | Väinölänniemen Stadion, Kuopio Toeschouwers: 6.386 Scheidsrechter: Håkan Lundgren (SWE) |

|                                                                         |                   |       |       |                                                                                          |
| 6 september WK 1990 kwalificatie № 475 «onderlinge duels» 19:00 (UTC+3) | Finland           | 1 – 0 | Wales | Olympisch Stadion, Helsinki Toeschouwers: 7.483 Scheidsrechter: Siegfried Kirschen (GDR) |
| 6 september WK 1990 kwalificatie № 475 «onderlinge duels» 19:00 (UTC+3) | Mika Lipponen 51' |       |       | Olympisch Stadion, Helsinki Toeschouwers: 7.483 Scheidsrechter: Siegfried Kirschen (GDR) |

|                                                                       | |       |                   |                                                                                   |
| 4 oktober WK 1990 kwalificatie № 476 «onderlinge duels» 20:15 (UTC+1) | West-Duitsland | 6 – 1 | Finland           | Westfalenstadion, Dortmund Toeschouwers: 40.000 Scheidsrechter: Alan Snoddy (NIR) |
| 4 oktober WK 1990 kwalificatie № 476 «onderlinge duels» 20:15 (UTC+1) | Andreas Möller 12' Pierre Littbarski 47' Jürgen Klinsmann 53' Rudi Völler 62' Andreas Möller 80' Lothar Matthäus 84' (pen.) |       | 72' Mika Lipponen | Westfalenstadion, Dortmund Toeschouwers: 40.000 Scheidsrechter: Alan Snoddy (NIR) |

|                                                       |                    |               |         |                                                                                                  |
| 22 oktober Vriendschappelijk № 477 «onderlinge duels» | Trinidad en Tobago | 0 – 1         | Finland | Hasely Crawford Stadion, Port of Spain Toeschouwers: 15.000 Scheidsrechter: Francis Cezair (TRI) |
| 22 oktober Vriendschappelijk № 477 «onderlinge duels» |                    | 65' Ismo Lius |         | Hasely Crawford Stadion, Port of Spain Toeschouwers: 15.000 Scheidsrechter: Francis Cezair (TRI) |

|                                                       |                           |       |         |                                                                                                  |
| 25 oktober Vriendschappelijk № 478 «onderlinge duels» | Trinidad en Tobago        | 2 – 0 | Finland | Hasely Crawford Stadion, Port of Spain Toeschouwers: 8.000 Scheidsrechter: Gregory Maynard (TRI) |
| 25 oktober Vriendschappelijk № 478 «onderlinge duels» | Doelpuntenmakers onbekend |       |         | Hasely Crawford Stadion, Port of Spain Toeschouwers: 8.000 Scheidsrechter: Gregory Maynard (TRI) |

|                                                                         |                                                           |       |         |                                                                           |
| 15 november WK 1990 kwalificatie № 479 «onderlinge duels» 20:00 (UTC+1) | Nederland                                                 | 3 – 0 | Finland | De Kuip, Rotterdam Toeschouwers: 49.500 Scheidsrechter: Egil Nervik (NOR) |
| 15 november WK 1990 kwalificatie № 479 «onderlinge duels» 20:00 (UTC+1) | John Bosman 57' Erwin Koeman 62' Ronald Koeman 69' (pen.) |       |         | De Kuip, Rotterdam Toeschouwers: 49.500 Scheidsrechter: Egil Nervik (NOR) |

Finse voetbalbond · A-internationals · Bondscoaches · Statistieken · Fins vrouwenelftal · Olympisch elftal · Finland U21 · Finland U20 · Finland U19 · Finland U18 · Finland U17 · Finland U16
1911 – 1919 ·
1920 – 1929 ·
1930 – 1939 ·
1940 – 1949 ·
1950 – 1959 ·
1960 – 1969 ·
1970 – 1979 ·
1980 – 1989 ·
1990 – 1999 ·
2000 – 2009 ·
2010 – 2019 ·
2020 − 2029
EK 2020
OS 1912 ·
OS 1936 ·
OS 1952 ·
OS 1980
1911 · 
1912 · 
1913 · 
1914 · 
1915 · 1916 · 1917 · 1918 · 
1919 · 
1920 · 
1921 · 
1922 · 
1923 · 
1924 · 
1925 · 
1926 · 
1927 · 
1928 · 
1929 · 
1930 · 
1931 · 
1932 · 
1933 · 
1934 · 
1935 · 
1936 · 
1937 · 
1938 · 
1939 · 
1940 · 
1941 · 
1942 · 
1943 · 
1944 · 
1945 · 
1946 · 
1947 · 
1948 · 
1949 · 
1950 · 
1952 · 
1952 · 
1953 · 
1954 · 
1955 · 
1956 · 
1957 · 
1958 · 
1959 · 
1960 · 
1961 · 
1962 · 
1963 · 
1964 · 
1965 · 
1966 · 
1967 · 
1968 · 
1969 · 
1970 · 
1971 · 
1972 · 
1973 · 
1974 · 
1975 · 
1976 · 
1977 · 
1978 · 
1979 · 
1980 · 
1981 · 
1982 · 
1983 · 
1984 · 
1985 · 
1986 · 
1987 · 
1988 · 
1989 · 
1990 · 
1991 · 
1992 · 
1993 · 
1994 · 
1995 · 
1996 · 
1997 · 
1998 · 
1999 · 
2000 · 
2001 · 
2002 · 
2003 · 
2004 · 
2005 · 
2006 · 
2007 · 
2008 · 
2009 · 
2010 · 
2011 · 
2012 · 
2013 · 
2014 · 
2015 · 
2016 · 
2017 · 
2018 ·
2019 ·
2020
Albanië ·
Algerije ·
Andorra ·
Armenië ·
Azerbeidzjan ·
Bahrein ·
Barbados ·
België ·
Bermuda ·
Bolivia ·
Bosnië en Herzegovina ·
Brazilië ·
Bulgarije ·
Canada ·
Chili ·
China ·
Colombia ·
Costa Rica ·
Cyprus ·
Denemarken ·
DDR ·
(West-)Duitsland ·
Ecuador ·
Egypte ·
Engeland ·
Estland ·
Faeröer ·
Frankrijk ·
Georgië ·
Griekenland ·
Honduras ·
Hongarije ·
Ierland ·
IJsland ·
India ·
Irak ·
Israël ·
Italië ·
Japan ·
Jemen ·
Joegoslavië ·
Jordanië ·
Kameroen ·
Kazachstan ·
Koeweit ·
Kosovo ·
Kroatië ·
Letland ·
Liechtenstein ·
Litouwen ·
Luxemburg ·
Maleisië ·
Malta ·
Marokko ·
Mexico ·
Moldavië ·
Montenegro ·
Nederland ·
Noord-Ierland ·
Noord-Korea ·
Noord-Macedonië ·
Noorwegen ·
Oekraïne · 
Oman ·
Oostenrijk ·
Peru ·
Polen ·
Portugal ·
Qatar ·
Roemenië ·
Rusland ·
San Marino ·
Saoedi-Arabië ·
Schotland ·
Servië ·
Servië en Montenegro ·
Singapore ·
Slovenië ·
Slowakije ·
Sovjet-Unie ·
Spanje ·
Thailand ·
Trinidad en Tobago ·
Tsjechië ·
Tsjecho-Slowakije ·
Tunesië ·
Turkije ·
Uruguay ·
Verenigde Arabische Emiraten ·
Verenigde Staten ·
Wales ·
Wit-Rusland ·
Zuid-Korea ·
Zweden ·
Zwitserland
België (2021) · 
Denemarken (2021) · 
Rusland (2021)
CONMEBOL: Bolivia · Chili  · Colombia · Ecuador · Uruguay

UEFA: Albanië · België · Bulgarije · Cyprus · Denemarken · West-Duitsland · Duitse Democratische Republiek · Engeland · Faeröer · Finland · Frankrijk · Griekenland · Hongarije · IJsland · Ierland · Israël · Italië · Joegoslavië ·  Liechtenstein · Luxemburg · Malta · Nederland · Noord-Ierland · Noorwegen · Oostenrijk · Polen · Portugal · Roemenië · San Marino · Schotland ·  Sovjet-Unie ·  Spanje · Tsjecho-Slowakije · Turkije · Wales ·  Zweden · Zwitserland

CAF: Madagaskar